# Kelly Groucutt
Kelly Groucutt (n. 8 septembrie 1945 – d. 19 februarie 2009), născut Michael William Groucutt, a fost un muzician englez cel mai cunoscut ca basist al formației Electric Light Orchestra între 1974 și 1983. S-a născut în Coseley, West Midlands.